# 彼得·博特

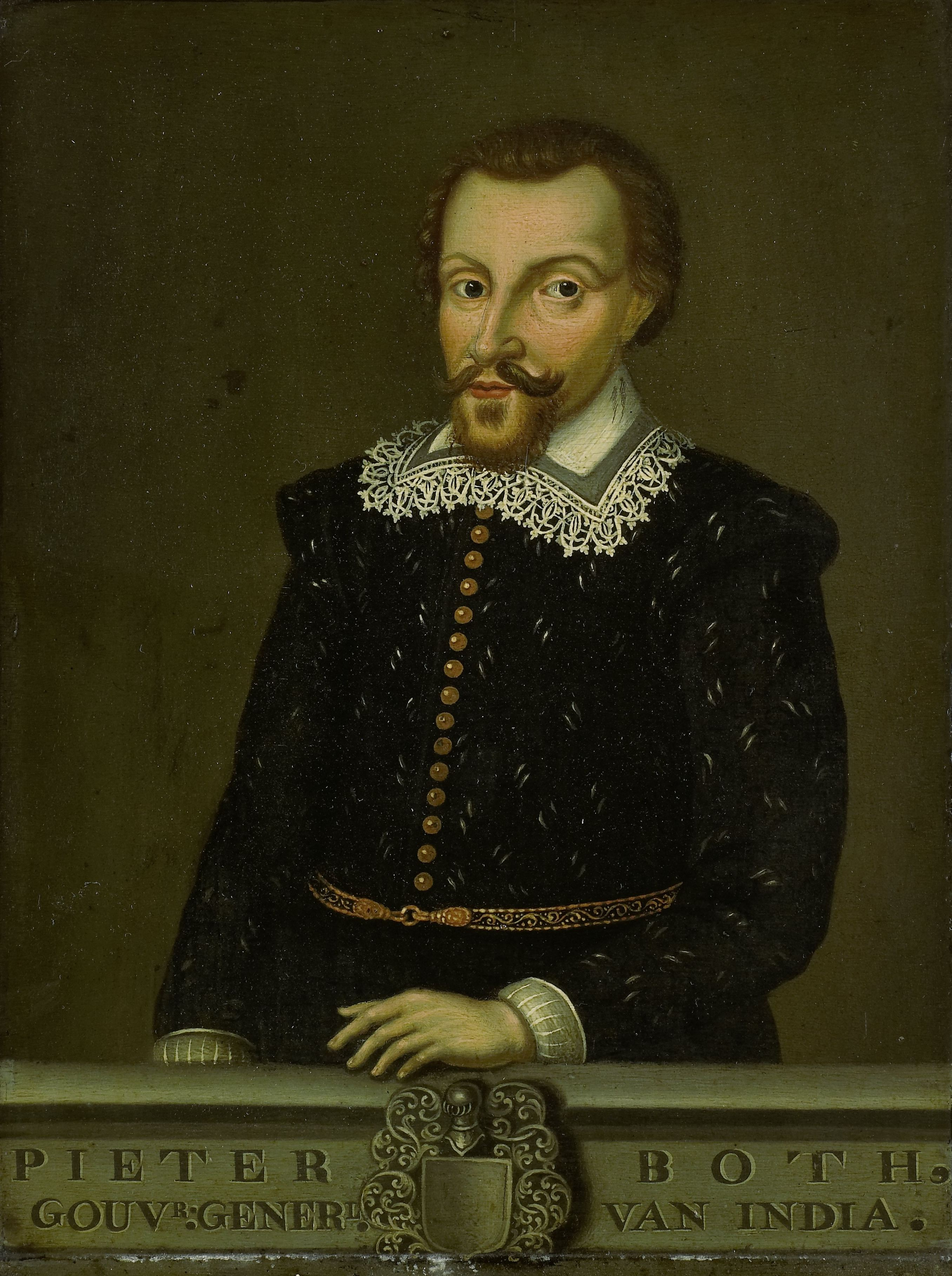

彼得·博特（荷蘭語：Pieter Both，1568年—1615年3月6日），曾於1599年擔任 New Brabant Company 的艦隊指揮官。1609年，荷蘭東印度公司十七人董事會任命彼得·博特擔任首位東印度總督。1610年12月19日，彼得·博特抵達萬丹就職。4年后卸任，返回荷兰途中在毛里求斯附近死于海难。
毛里求斯的第二高山彼得·博特山是以他的名字命名的。